# العلاقات البرازيلية اليونانية
العلاقات البرازيلية اليونانية هي العلاقات الثنائية التي تجمع بين البرازيل واليونان.

## مقارنة بين البلدين
هذه مقارنة عامة ومرجعية للدولتين:
| وجه المقارنة                                              | البرازيل | اليونان                                                                             |
| --------------------------------------------------------- | --- | ----------------------------------------------------------------------------------- |
| المساحة (كم2)                                             | 8.52 مليون | 131.96 ألف                                                                          |
| عدد السكان (نسمة)                                         | 202.66 مليون | 10.76 مليون                                                                         |
| الكثافة السكانية (ن./كم²)                                 | 23.79 | 81.54                                                                               |
| العاصمة                                                   | برازيليا، ريو دي جانيرو | أثينا، نافبليو                                                                      |
| اللغة الرسمية                                             | برتغالية برازيلية، Brazilian Sign Language ‏ | لغة يونانية، اليونانية الديموطيقية ‏                                                 |
| العملة                                                    | ريال برازيلي، كروزيرو ريال برازيلي ‏، كروزيرو البرازيلية (1990–1993)، البرازيلي كروزادو نوفو، كروزادو برازيلي، cruzeiro ‏، كروزيرو البرازيلية (1942–1967)، الريال البرازيلي (قديم) | يورو، دراخما، فينيكس يوناني ‏                                                        |
| الناتج المحلي الإجمالي (بليون دولار)                      | 2.06 تريليون | 200.29 مليار                                                                        |
| الناتج المحلي الإجمالي (تعادل القوة الشرائية) بليون دولار | 3.22 تريليون | 285.45 مليار                                                                        |
| الناتج المحلي الإجمالي الاسمي للفرد دولار أمريكي          | 8.54 ألف | 18.00 ألف                                                                           |
| الناتج المحلي الإجمالي للفرد دولار أمريكي                 | 15.89 ألف | 26.85 ألف                                                                           |
| مؤشر التنمية البشرية                                      | 0.754 | 0.865                                                                               |
| رمز المكالمات الدولي                                      | +55 | +30                                                                                 |
| رمز الإنترنت                                              | .br | .gr                                                                                 |
| المنطقة الزمنية                                           | | توقيت شرق أوروبا، ت ع م+02:00، ت ع م+03:00، توقيت شرق أوروبا الصيفي ‏، أوروبا/أثينا ‏ |

## مدن متوأمة
في ما يلي قائمة باتفاقيات التوأمة بين مدن برازيلية ويونانية:
- ترتبط ريو دي جانيرو مع أثينا باتفاقية توأمة منذ 1969.

## منظمات دولية مشتركة
يشترك البلدان في عضوية مجموعة من المنظمات الدولية، منها:
| علم المنظمة | اسم المنظمة                        | تاريخ انضمام البرازيل | تاريخ انضمام اليونان |
| ----------- | ---------------------------------- | --------------------- | -------------------- |
|             | الاتحاد البريدي العالمي            | ?                     | ?                    |
|             | يونسكو                             | 4 نوفمبر 1946         | 4 نوفمبر 1946        |
|             | البنك الدولي للإنشاء والتعمير      | 14 يناير 1946         | 27 ديسمبر 1945       |
|             | منظمة التجارة العالمية             | ?                     | 1995                 |
|             | وكالة ضمان الاستثمار متعدد الأطراف | 7 يناير 1993          | 30 أغسطس 1993        |
|             | نظام تحكم تكنولوجيا القذائف        | 1995                  | 1992                 |
|             | منظمة الشرطة الجنائية الدولية      | ?                     | ?                    |
|             | الاتحاد الدولي للاتصالات           | 4 يوليو 1877          | 1866                 |
|             | مؤسسة التمويل الدولية              | 31 ديسمبر 1956        | 26 سبتمبر 1957       |
|             | الأمم المتحدة                      | 24 أكتوبر 1945        | 25 أكتوبر 1945       |
|             | مجموعة الموردين النوويين           | ?                     | ?                    |
|             | مؤسسة التنمية الدولية              | 15 مارس 1963          | 9 يناير 1962         |
|             | الفريق المعني برصد الأرض           | ?                     | ?                    |
|             | منظمة حظر الأسلحة الكيميائية       | ?                     | ?                    |

## أعلام
هذه قائمة لبعض الشخصيات التي تربطها علاقات بالبلدين:
- أنطونيو أناستازيا (سياسي برازيلي، 9 مايو 1961 – )
- إيدر خوفري (ملاكم برازيلي، 26 مارس 1936[24] – )
- تيو ريوكي (لاعب كرة قدم ياباني، 31 يوليو 1995 – )
- رونالد غولياس (ممثل برازيلي، 4 مايو 1929[25] – 27 سبتمبر 2005[25])
- لوتشيانو دي سوزا (لاعب كرة قدم برازيلي، 21 أغسطس 1972[26] – )

## وصلات خارجية
- موقع وزارة الخارجية البرازيلية
- موقع وزارة الخارجية اليونانية